# Suburbia

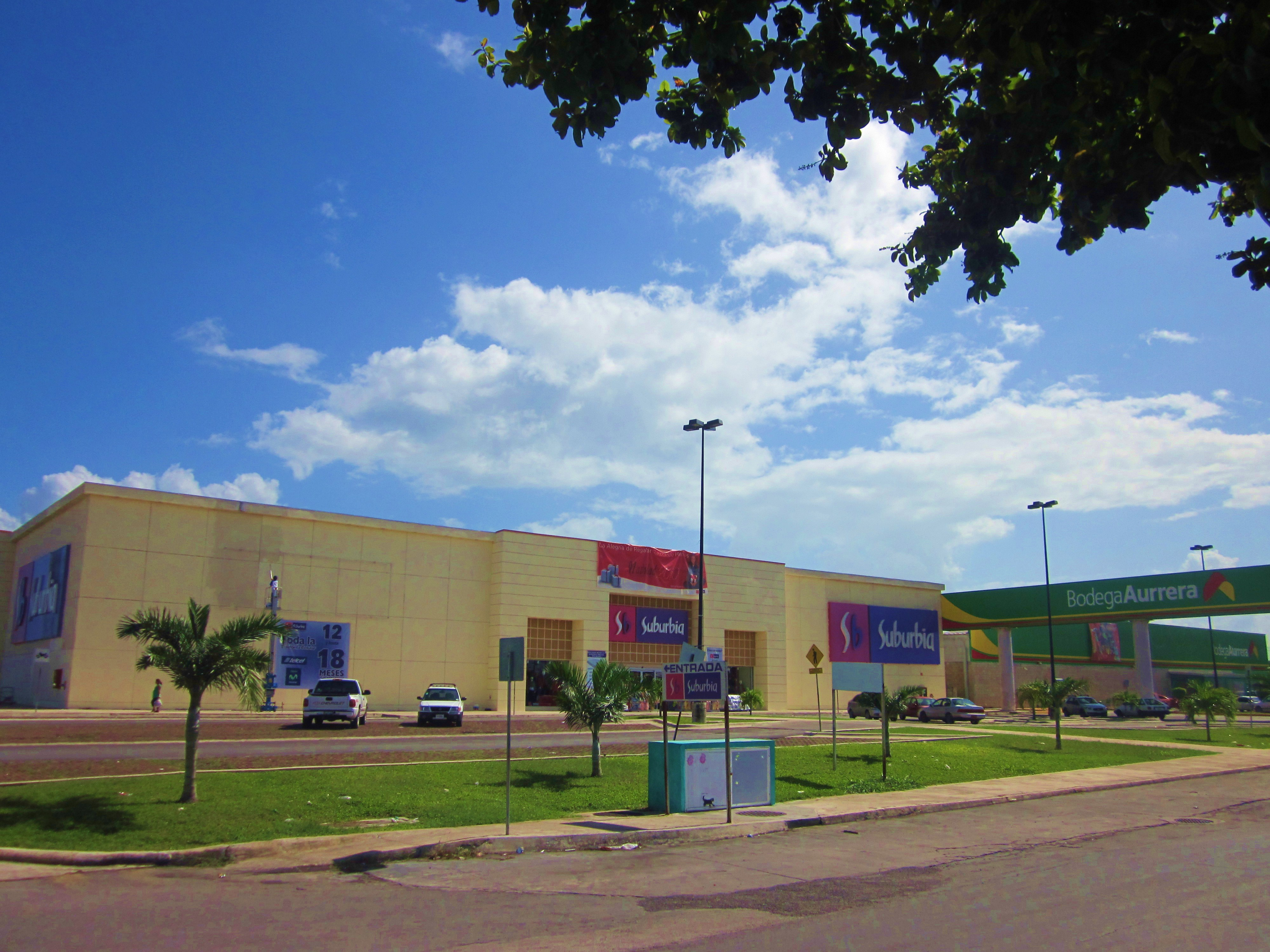
Exterior del almacén en Chetumal, Quintana Roo.

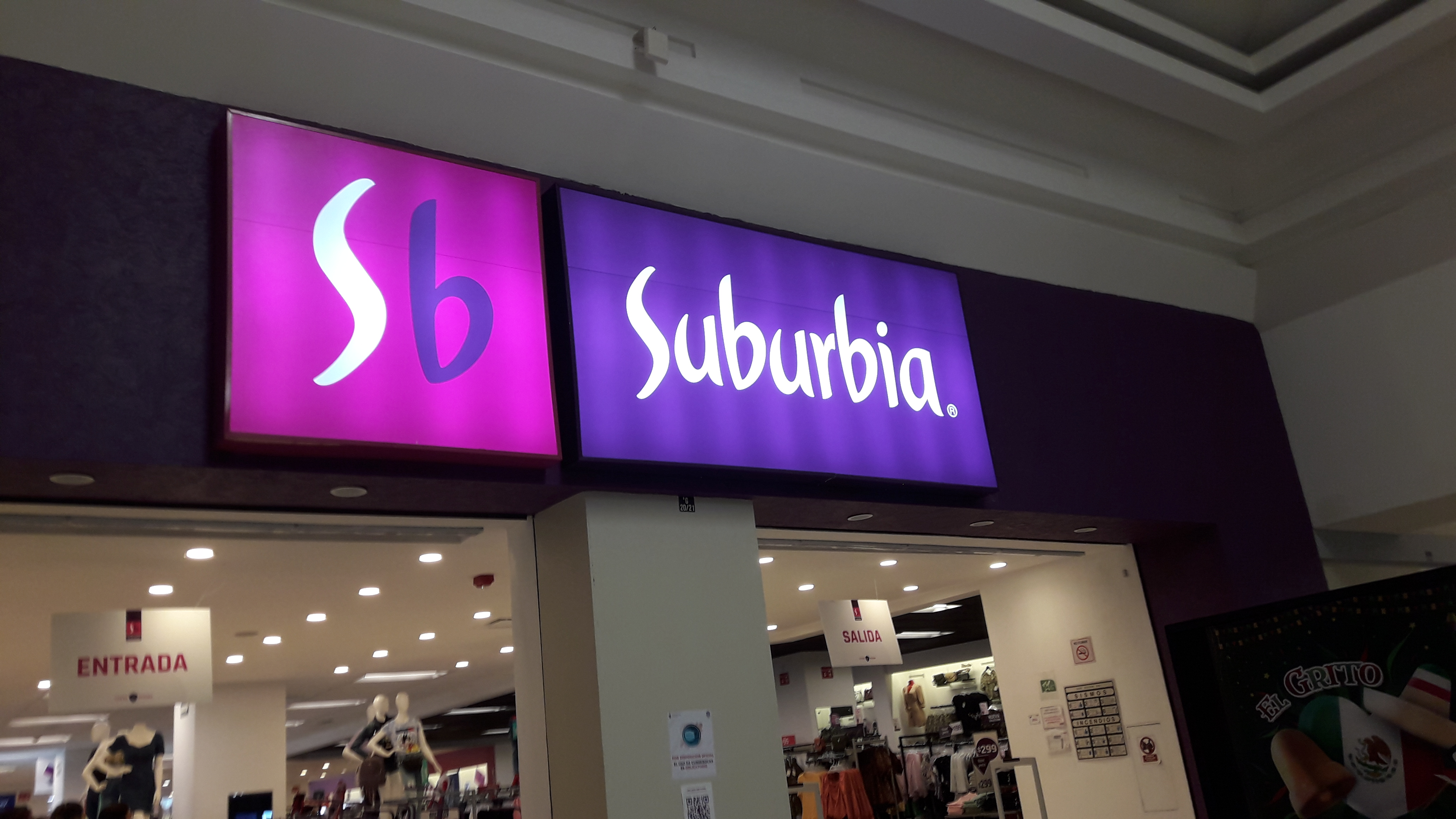
Entrada a la sucursal en el centro comercial Gran Plaza Mazatlán en Mazatlán, Sinaloa.

Suburbia, S. de R.L. de C.V. es una tienda departamental mexicana fundada el 28 de octubre de 1970, y con sede en la Ciudad de México. Su actividad principal consiste en la venta de ropa, calzado, perfumería, blancos, línea blanca, electrónica, juguetería y telefonía celular dirigida al nivel socioeconómico medio. Para finales de 2021, Suburbia contaba con 164 sucursales.

## Historia
Suburbia inició sus operaciones el 28 de octubre de 1970 con la inauguración de su primera tienda en el Centro Comercial Taxqueña (Actualmente Miguel Ángel de Quevedo) al sur de la Ciudad de México. Suburbia nace como una tienda departamental de ropa, calzado y accesorios para toda la familia, y desde entonces se ha caracterizado por la inmediata adopción de tendencias de moda internacional a un precio accesible. En 1986, junto con Aurrerá, Bodega Aurrera, Superama, Vips y El Portón se crea el Grupo Cifra. Pero fue hasta 1994, junto con Vips, se une al renombrado Grupo Cifra-Walmart y en 1997 se crea Walmart de México.
No fue anteriormente, durante 1990 que Suburbia adquirió la cadena de tiendas departamentales mexicana llamada París-Londres, con ubicaciones en entidades como Ciudad de México y Puebla.
Durante el año 2007, las tiendas Suburbia cambian de imagen añadiendo un recuadro con la palabra "Suburbia" y un cuadrado con las iniciales "Sb" abreviando la palabra. Al año siguiente, en 2008, Suburbia incursiona por primera vez en el Estado de Nayarit con la apertura de Suburbia Forum Tepic en la ciudad de Tepic dentro del centro comercial Forum Tepic.
El 24 de noviembre de 2011, Suburbia llega al Estado de Oaxaca con la inauguración de Suburbia Oaxaca Símbolos Patrios en la ciudad capital de Oaxaca de Juárez.
El 2 de agosto de 2012, Suburbia llega al Estado de Sonora con la apertura de Suburbia Cd. Obregón en el municipio de Cajeme (Ciudad Obregón). Posteriormente, el 6 de diciembre de 2012, Suburbia abrió la tienda #100 en la ciudad de Hermosillo, Sonora con la sucursal de Suburbia Hermosillo.
Durante el año 2013, Suburbia abrió 10 sucursales dentro del territorio mexicano, incursionando por primera vez en los Estados de Colima y Tlaxcala mediante las aperturas de Suburbia Colima y Suburbia Gran Patio Tlaxcala respectivamente. En ese mismo año se expande al Estado de Sinaloa con las aperturas de las sucursales de Suburbia La Gran Plaza Mazatlán en la ciudad de Mazatlán dentro del centro comercial La Gran Plaza Mazatlán y Suburbia Jiquilpan Los Mochis en la ciudad Los Mochis.
En el año 2014, Suburbia creó un nuevo formato de tienda de ropa denominado Zona Suburbia, el cual consiste en un prototipo de tienda de ropa con espacio más reducido con respecto al formato de tienda departamental tradicional ubicados en construcciones del centro de las ciudades, abriendo sus primeras tiendas en las zonas centros de las ciudades de Aguascalientes, Aguascalientes, Tapachula, Chiapas y Oaxaca de Juárez, Oaxaca. Asimismo, durante el año 2014, Suburbia se expande a lo largo del territorio mexicano abriendo sus primeras sucursales en las ciudades de Irapuato (Suburbia Irapuato) y Salamanca, ambas del Estado de Guanajuato, así como la apertura de Suburbia Ágora Uruapan en municipio de Uruapan, Michoacán dentro de la plaza comercial Ágora Uruapan.
El 18 de enero de 2016, Walmart de México y Centroamérica anunció el inicio del proceso de venta de dicho formato, cuando la cadena El Puerto de Liverpool adquirió el 100% de la cadena, el cual finalizó el 10 de agosto de 2016 por un monto de 15,700 millones de pesos que incluyen deuda por 1,400 millones de pesos.El cierre final de la operación de compra se llevó a cabo el 10 de marzo de 2017 cuando la Comisión Federal de Competencia Económica autorizó la venta. El 4 de abril, al haber concluido las formalidades de la transacción, se inició la incorporación de la misma hacia Liverpool. El 21 de abril de 2016, Suburbia se expande en la Comarca Lagunera con la inauguración de su primera tienda en la ciudad de Torreón, Coahuila (Suburbia Torreón).
El 19 de octubre de 2017, Suburbia llega al Estado de Campeche con la inauguración de Suburbia Campeche Electricistas en la ciudad capital de San Francisco de Campeche.
El 12 de septiembre de 2018, el Grupo El Puerto de Liverpool empezó a desaparecer el formato de las 42 tiendas Fábricas de Francia cerrando 4 de ellas, y convirtiendo 23 a tiendas Liverpool. Mientras tanto, las 15 tiendas restantes — Forum Buenavista, Central–Iztapalapa, Lago De Guadalupe–Tlalnepantla y Vista Hermosa–Nicolás Romero en Ciudad de México; Plaza Sendero de Los Mochis, Saltillo Sur, Tijuana, Rio Grande Mall–Juárez, Lomas–Guadalajara, Gran Plaza-Mazatlán, Puerta Texcoco, Apizaco–Tlaxcala, Uriangato, Valle de Chalco y Zumpango – se convertieron al formato Suburbia.
Tras esto, a partir del 12 de noviembre de 2018, Suburbia inicia su expansión a ciudades con población menor a los 200000 habitantes con la apertura de Suburbia Patio Tulancingo en la ciudad de Tulancingo de Bravo, en el Estado de Hidalgo. Posteriormente, el 14 de noviembre de 2018, Suburbia inaugura su primera tienda en la ciudad de Zamora, Michoacán en el Centro Comercial Sentura Zamora (Suburbia Zamora), además de la apertura de Suburbia Plaza Atlacomulco en el municipio de Atlacomulco, Estado de México llevada a cabo el 15 de noviembre del mismo año.
El 1 de febrero de 2019, inicia la conversión de quince unidades de Fábricas de Francia a Suburbia, esto con el inició operaciones de Suburbia Plaza Apizaco en la ciudad de Apizaco, Tlaxcala, en el que a partir de allí, Suburbia se expande en más ciudades con población de 70000 a 200000 habitantes. Posteriormente, el 17 de julio de 2019, Suburbia se expande en el Estado de Guanajuato con la inauguración de Suburbia Alaïa Guanajuato dentro del centro comercial Alaïa Guanajuato en la ciudad capital de Guanajuato,  así como la inauguración de Suburbia Uriangato dentro de la plaza comercial Galerías Metropolitana Uriangato en el municipio de Uriangato, cuya apertura se llevó a cabo el 5 de septiembre del mismo año, esto derivado de la conversión de 15 tiendas Fábricas de Francia a Suburbia. Asimismo, el 5 de septiembre de 2019, Suburbia abrió su primera tienda en la ciudad fronteriza de Ciudad Juárez, Chihuahua en el centro comercial Río Grande Mall (Suburbia Ciudad Juárez), también derivado de la desaparición de Fábricas de Francia.
El 12 de noviembre de 2019, Suburbia se expande en el Estado de Jalisco con la inauguración de Suburbia Santa Anita en el municipio de Tlajomulco de Zúñiga, esto dentro del centro comercial Galerías Santa Anita, siendo esta la primera sucursal en contar con un nuevo diseño en sus interiores que incorpora nuevos departamentos independientes al giro de la ropa y calzado, como línea blanca, electrodomésticos y juguetería, las cuales serían adaptadas en aperturas posteriores. El 14 de noviembre del mismo año, Suburbia abrió su primera tienda en el municipio lagunero de Gómez Palacio, Durango en el centro comercial Paseo Gómez Palacio.
El 24 de septiembre de 2020, en el marco de Pandemia de COVID-19 en México, Suburbia se expande en el Estado de Michoacán con la apertura de Suburbia Zitácuaro en el centro comercial Gran Plaza Los Soles en la ciudad de Zitácuaro
El 7 de junio de 2021, Suburbia se expande en la ciudad fronteriza de Ciudad Juárez, Chihuahua con la inauguración de Suburbia Cd. Juárez Las Misiones en el Centro Comercial Las Misiones.
El 7 de octubre de 2021, se reinaugura la tienda Suburbia Plaza del Sol en la ciudad de Guadalajara, Jalisco, reemplazando el espacio que dejó vacante Liverpool (el cual tiempo atrás fuera una sucursal de Fábricas de Francia desde 1968 hasta su desaparición en 2018), la cual fue reubicada al centro comercial Distrito La Perla en el municipio de Zapopan, que abrió al público el 28 de septiembre de 2021, cuya sucursal reubicada dentro del centro comercial Plaza del Sol cuenta con un piso de ventas de 10,000m2., divididas en 4 niveles de tienda.
Posteriormente, en el año 2022 durante el mes de abril, Suburbia se expande en el Estado de Tabasco a través de las aperturas de Suburbia Plaza Comalcalco en la ciudad de Comalcalco, la cual fue abierta al público el 7 de abril, así como la apertura de Suburbia Galerías Tabasco en la ciudad capital de Villahermosa en el centro comercial Galerías Tabasco 2000, inaugurada el 27 de abril. Al siguiente año, el 31 de marzo de 2023, Suburbia se expandió al sur del Estado de Sonora con la inauguración de Suburbia Navojoa en la ciudad sonorense de Navojoa, esto dentro del centro comercial Plaza de Hierro. Posteriormente, el 3 de noviembre de 2023, Suburbia abrió su tienda #185 en Ciudad del Carmen, Campeche dentro del centro comercial Zentralia Ciudad del Carmen.
El 17 de octubre de 2024, Suburbia se expande en la ciudad fronteriza de Reynosa, Tamaulipas con la apertura de Suburbia Reynosa en el centro comercial Puerta Grande.